# 毛辮羊
毛辮羊是任天堂和Game Freak的《寶可夢》系列裡的虛構生物「寶可夢」之一，在《寶可夢 劍／盾》中首次出现。它的外型是一隻圓滾滾的綿羊。除了出現在電子遊戲，也登場於动画《寶可夢 破曉之翼》。毛辮羊自推出以來廣受好評，被評為在《寶可夢 劍／盾》裡最可愛的寶可夢。

## 設計概念
毛辮羊是伽勒爾地區的一般屬性綿羊寶可夢，身體是黑色的，但大部分都被都被蓬鬆的白羊毛覆蓋，僅露出頭、腿、角和尾巴，耳朵旁還有兩條狀似麻花辮的灰色羊毛，這些羊毛讓毛辮羊即使從懸崖上落下也不會受傷。毛辮羊的羊毛終其一生都會不斷生長，若是長得太長就會使毛辮羊無法移動。這些羊毛是伽勒爾地區的特色產品，用於製作服裝和毛毯。毛辮羊的個性友善、不喜歡鬥爭，它們會以滾動的方式躲避敵人。

## 登場

### 游戏
毛辮羊初次登場於《寶可夢 劍／盾》中，玩家可在遊戲中多個地點捕捉毛辮羊。毛辮羊提升等级後會進化成毛毛角羊。

### 動畫
毛辮羊在《寶可夢 破曉之翼》第一集〈信〉首次登場，是赫普的寶可夢，之後在〈訓練〉、〈搭檔〉中皆有登場，它在〈搭檔〉表現出對噴火龍的忌妒，並離家出走。在〈EXPANSION ～群星會～〉登場時，赫普的毛辮羊已經進化成毛毛角羊。

## 評價
毛辮羊廣受粉絲歡迎，許多人創作了有關毛辮羊的粉絲作品。Polygon的Michael McWhertor稱毛辮羊「各方面來說都很完美」。遊戲設計師大森滋表示毛辮羊「受歡迎的程度超乎自己的想像」。Kotaku、GamesRadar、GameSpot、Game Revolution和Screen Rant都稱毛辮羊是隻可愛的綿羊寶可夢，也是最可愛的寶可夢之一。IGN的Janet Garcia認為它是《寶可夢 劍／盾》最可愛的寶可夢，並稱「我不知道世上是否有完美的寶可夢，若有的話可能就是它了」。Tumblr在2019年年末遊戲類排名中新增了一項有關寶可夢的排名，其中毛辮羊排名第二，僅次於皮卡丘。據Tumblr負責人Amanda Brennan表示，之所以添加該類別是出自網站使用者對毛辮羊的普遍評價。Polygon的Julia Lee也將毛辮羊稱為近十年來最好的寶可夢，她表示「我想把我的臉埋進它的毛裡」。
自毛辮羊在《寶可夢 破曉之翼》的〈搭檔〉中登場並扮演重要角色以來，Game Revolution的Robert Adams稱「毛辮羊的迷因是和《寶可夢 破曉之翼》相關的事物中最佳的一個」。而Polygon的Patricia Hernandez和GamesRadar的奧斯汀·伍德也都對這一集的毛辮羊相當喜愛，連聲讚嘆它的可愛。
2019年，善待動物組織以毛辮羊為題材發布一則貼文批評人類對羊毛製品的使用，貼文裡的毛辮羊豎著告示牌，上書「我的毛不是你的衣」。此文一出，隨即遭到來自寶可夢粉絲的強烈批評聲浪。

### 相關商品
有許多關於毛辮羊的商品已經面世，譬如絨毛娃娃、人物模型、玩具。

## 外部連結
- Wooloo on Bulbapedia （页面存档备份，存于）
- Wooloo on Pokemon.com （页面存档备份，存于）